# HMS Pandora (1900)
L'HMS Pandora è stato un incrociatore protetto britannico di classe Pelorus. Varato nel 1900, divenne presto obsoleto e venne disarmato e demolito nel 1913.

## Storia
Costruito nell'arsenale navale di Portsmouth, il Pandora fu varato dall'ammiragliato britannico il 17 gennaio 1900, entrando in servizio l'anno successivo. Era l'ultima nave appartenente alla classe Pelorus; era pesantemente armato con 16 cannoni, 3 mitragliatrici e 2 postazioni lanciasiluri. Il suo primo capitano fu Somerset Gough-Calthorpe.
Nel 1909 si trovava ancorato in Sudafrica, e partecipò alle operazioni di ricerca della nave passeggeri scomparsa Waratah, senza risultati. Le condizioni meteorologiche incontrate dal Pandora furono inoltre talmente proibitive da costringerlo ad abortire la missione, così come fecero altre navi militari giunte con lo stesso scopo.
Nonostante la sua potenza di fuoco, il Pandora non vide il primo conflitto mondiale. Ormai obsoleto e troppo costoso da mantenere e ammodernare, venne radiato e demolito nel luglio 1913, dopo solo una dozzina di anni di servizio.